# Csólyospálos
Csólyospálos es un pueblo del condado de Bács-Kiskun, Hungría.